# Odín de Lejre

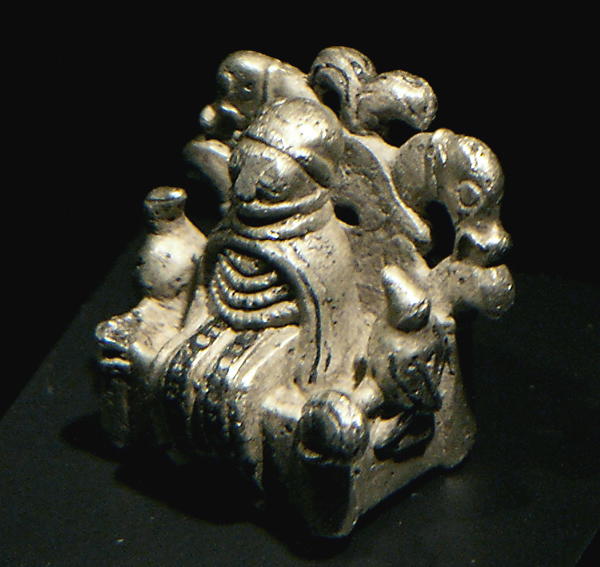
La figurita Odín de Lejre

Odín de Lejre es una miniatura de plata de aproximadamente el siglo X que muestra a una persona sentada en un trono. La figura tiene incrustaciones nieladas (aleación ennegrecida) y algunas doradas. Su altura es de 18 mm y pesa 9 gramos.

## Historia
La pieza se encontró durante las excavaciones del museo de Roskilde en la pequeña villa de Gammel Lejre (“Vieja Lejre”) por un arqueólogo aficionado, Tommy Olesen, el 2 de septiembre de 2009 cerca de Lejre, Dinamarca. La figura pasó al fondo patrimonial del museo de Roskilde el 13 de noviembre de 2009 y actualmente se encuentra en exposición permanente.

## Características
La figura muestra una persona sentada en un trono ataviado con un largo vestido hasta los pies, con cuatro collares, una capa y sombrero sin ala. Dos pájaros se encuentran sobre los antebrazos del trono y en el respaldo dos cabezas de animales.
Surgió el interrogante de a quien representaba la estatuilla. Para el descubridor no hay duda e interpreta que es Odín, el dios que reina sobre Asgard y cabeza del panteón nórdico, sentado en su trono Hlidskjalf, desde el cual observa los nueve mundos. Los pájaros son los cuervos Hugin y Munin, quienes traen noticias para Odín de lo que pasa por esos mundos. Las cabezas de animales, simbolizan a los lobos de Odín, Geri y Freki. Históricamente, Lejre está documentada como lugar de sacrificios para Odín cada nueve años durante la Era vikinga.
Los investigadores especializados en la Era vikinga, a la vista del atuendo, plantean la posibilidad que sea una vestimenta femenina siendo posible que se trate de una diosa, bien Freyja o Frigg.